# Edoxaban
Edoxabanul (cu denumirea comercială Lixiana) este un medicament anticoagulant acționând ca un inhibitor direct al factorului Xa al coagulării sanguine. Calea de administrare disponibilă este cea orală. Prezintă mai puține interacțiuni medicamentoase decât warfarina.
Molecula a fost descoperită la Daiichi Sankyo și aprobată pentru uz medical în iulie 2011 în Japonia. A fost aprobat pentru uz medical în Uniunea Europeană în anul 2015.

## Utilizări medicale
Edoxabanul este utilizat pentru:
- profilaxia  accidentului vascular cerebral și a emboliei sistemice (în caz de fibrilație atrială non-valvulară);
- tratamentul trombozei venoase profunde (TVP) și al emboliei pulmonare (EP).

## Reacții adverse
Poate cauza sângerări și greață.